# Léopold Christian de Schleswig-Holstein-Franzhagen
Léopold Christian de Schleswig-Holstein-Franzhagen  né à Franzhagen le 25 août 1678 - mort à Hambourg le 13 juillet 1707. prince de Schleswig-Holstein-Franzhagen de 1702 à 1707

## Biographie
Fils ainé et successeur de son père Christian Adolphe de Schleswig-Holstein-Sonderbourg-Franzhagen à Franzhagen, il sert dans les armées du roi de Danemark qui lui confie un régiment de cavalerie dont il devient colonel. Il meurt de la petite vérole à Hambourg.
Il avait conclu un mariage morganatique avec une certaine Anna Sophie Segelke (née en 1684 - ?) dont trois enfants considérés comme « non dynastiques ». C'est son frère cadet, Louis Charles, qui lui succède. 
- Christian Louis (né en 1704 - ? )
- Léopold Charles (vers 1705 - †  vers 1737 ?)
- Christian Adolphe (né à Franzhagen novembre 1706 - †  1711)